# Wolfgang Rauda

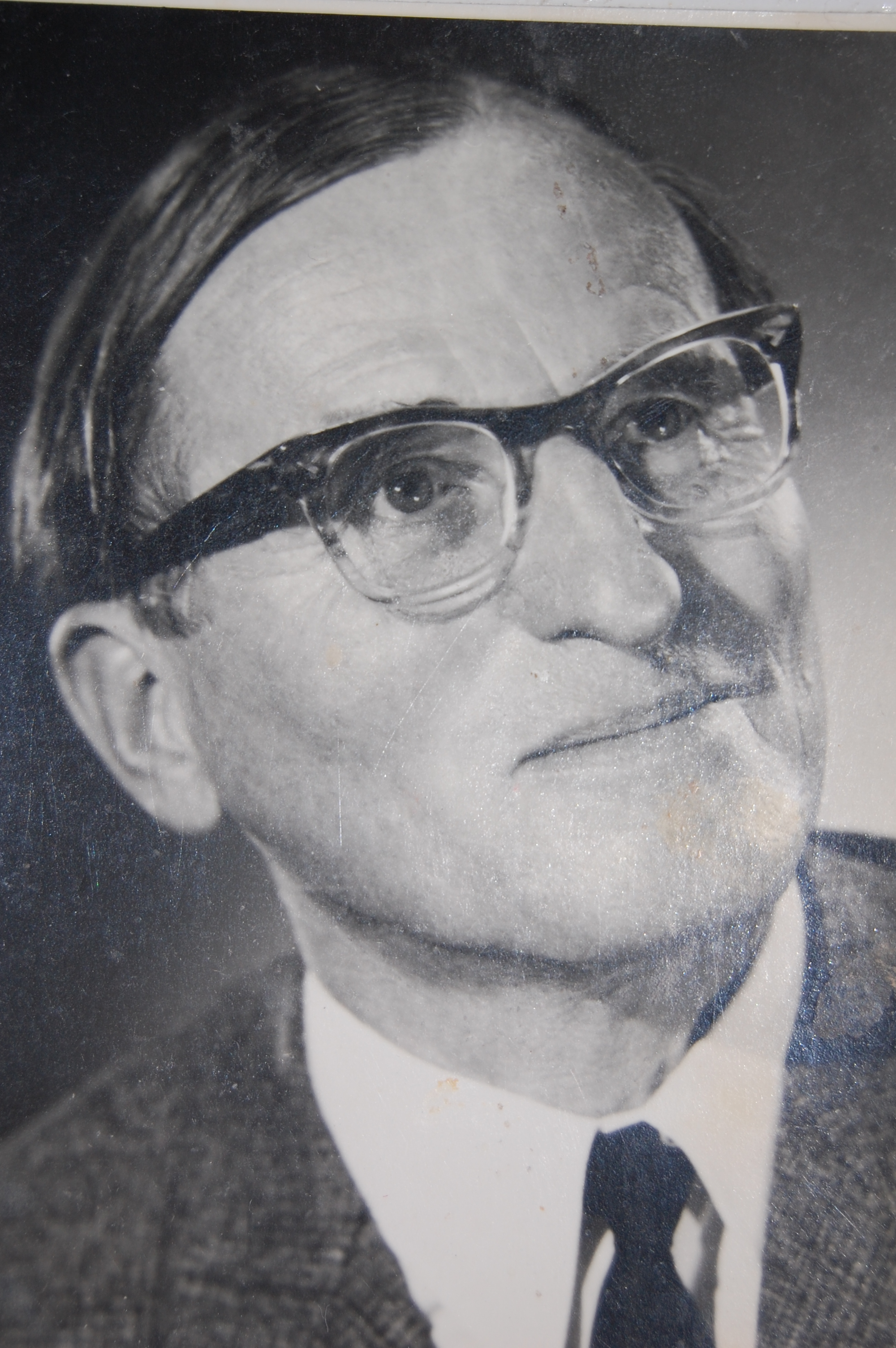
Wolfgang Rauda

Wolfgang Fritz Rauda (* 2. Juni 1907 in Zittau; † 28. Juli 1971 in Hannover) war ein deutscher Architekt, Stadtplaner und Hochschullehrer.

## Leben
Rauda wurde als Sohn des Architekten und Hochschullehrers Fritz Rauda in Zittau geboren. Nach dem Abitur an der Dresdner Kreuzschule studierte Rauda von 1926 bis 1931 Architektur an der Technischen Hochschule Stuttgart bei Paul Bonatz und an der Technischen Hochschule Dresden. Er promovierte hier im folgenden Jahr und war von 1931 bis 1933 auch als Assistent der Zwingerbauhütte in Dresden tätig. Zum 1. Mai 1933 trat er der NSDAP bei (Mitgliedsnummer 2.454.908). Im Jahr 1934 legte er die Zweite Staatsprüfung als Regierungsbaumeister ab und wurde im selben Jahr Assistent bei Hubert Ermisch für Rekonstruktionsarbeiten am Dresdner Zwinger.
Es folgten 1938 die Beförderung zum Regierungsbaurat, ab 1940 die Tätigkeit als Dezernent für Städtebau, Baupflege und Wohnungs- und Siedlungswesen im vom Deutschen Reich besetzten Łódź (als Litzmannstadt Teil des Generalgouvernements) sowie ab 1945 die Tätigkeit als Architekt in Sachsen, letzteres ab 1947 freischaffend. Nach zahlreichen Wettbewerbserfolgen im In- und Ausland folgte er im Jahr 1952 einem Ruf an die Technische Hochschule Dresden, wo er bis 1958 als Professor mit Lehrstuhl für Wohnungsbau und Entwerfen tätig war. Bis 1971 betreute Rauda das Lehrgebiet Städtebauliche Raumbildung an der Technischen Hochschule Hannover, heute Gottfried Wilhelm Leibniz Universität Hannover.
Wolfgang Rauda war Mitglied in zahlreichen internationalen Berufsverbänden und im Bund Deutscher Architekten (BDA). Er war der Großvater des Buchautors Christian Rauda.

## Wirken

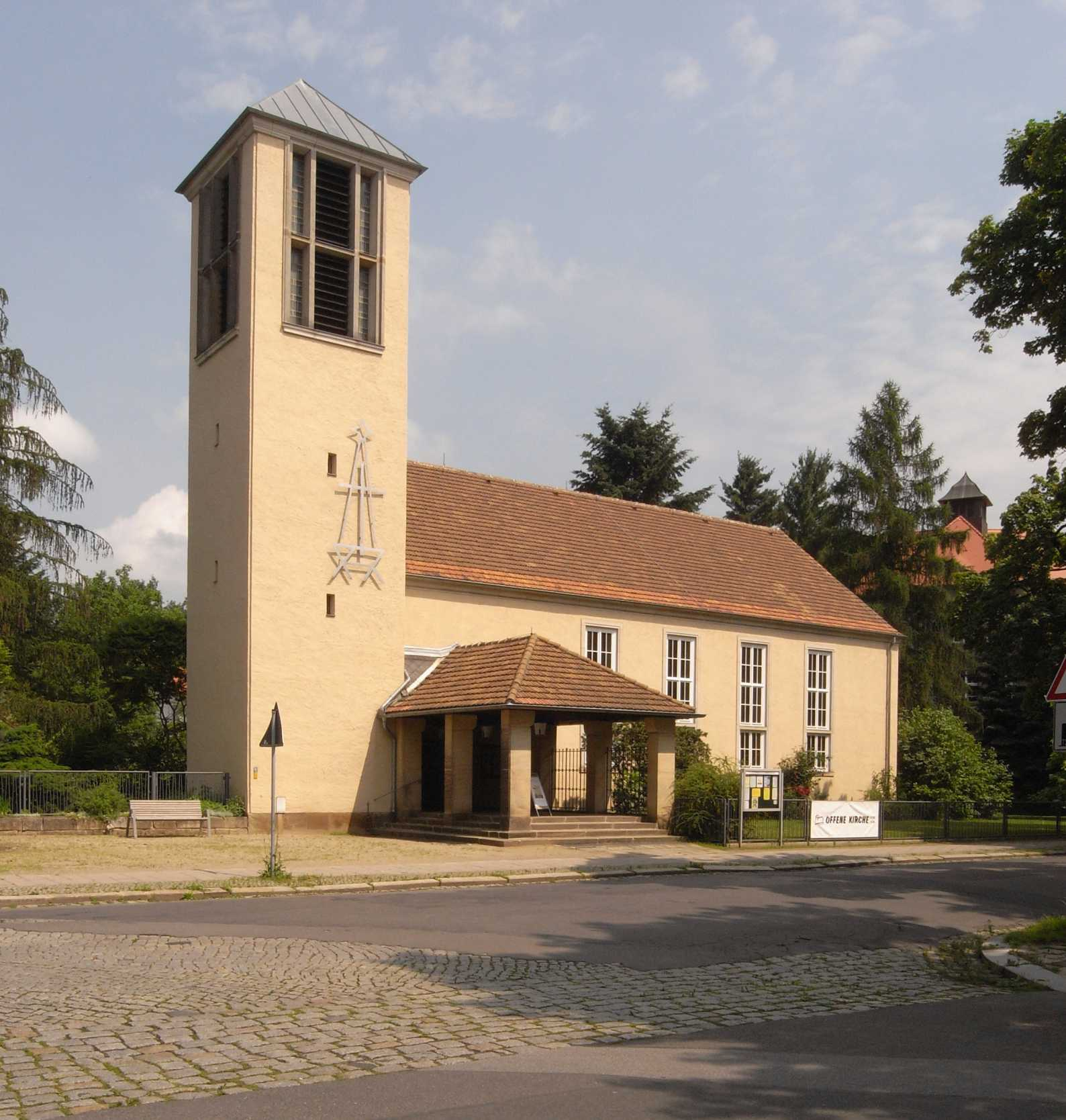
Bethlehemkirche Dresden

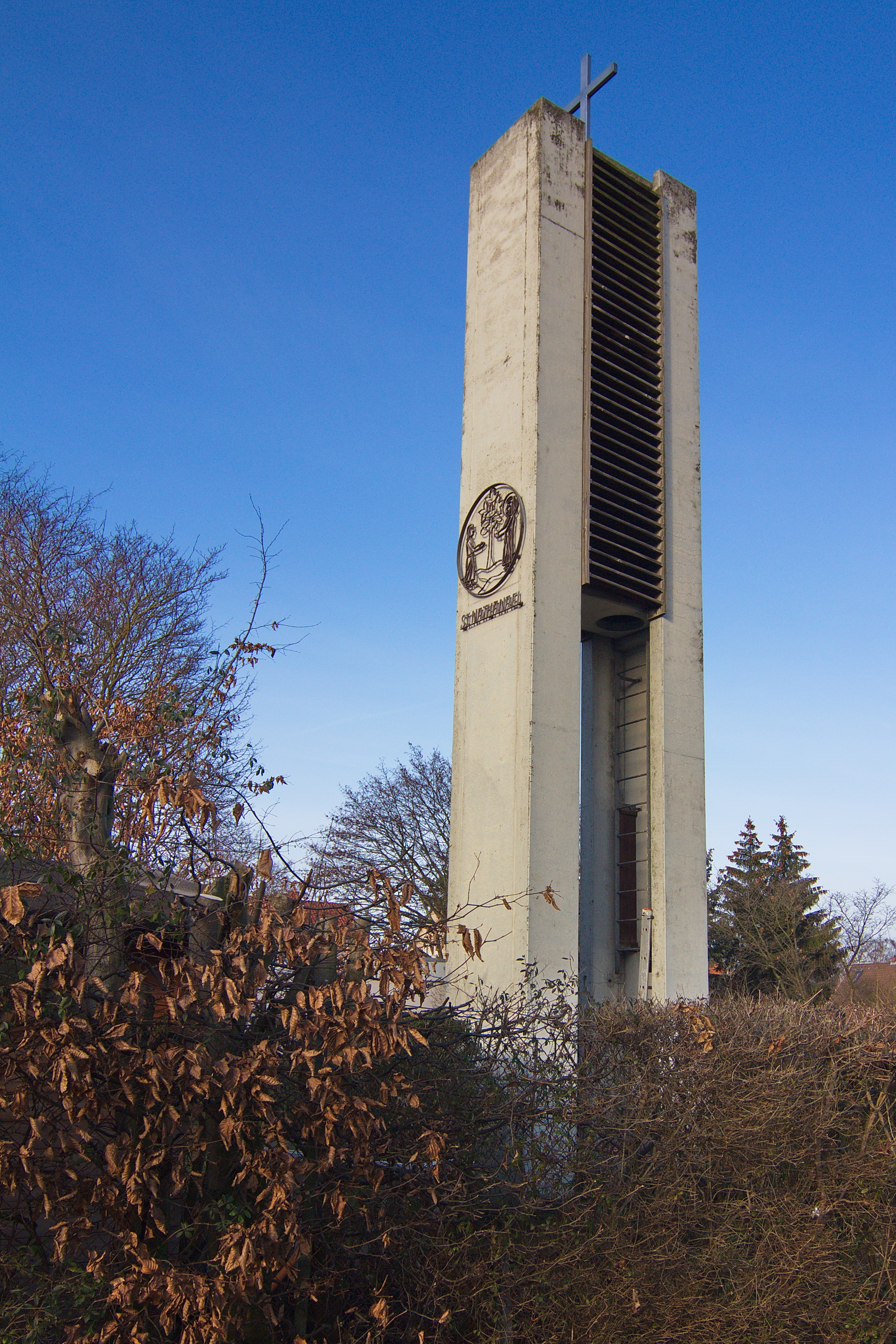
Turm der Nathanaelkirche in Hannover

Als Stadtplaner sah er Le Corbusier kritisch und bevorzugte die europäische Stadtbautradition, in der individuelle Originalität zugunsten einer Anpassung an das städtische Gesamtbild aufgegeben wurde. Beim „Güntzpalast“ in Dresden schuf Rauda eine leicht zurückgesetzte Blockrandbebauung zur Güntzstraße, während er zur Striesener Straße hin eine kleine Piazza mit Brunnen konzipierte. Im Jahr 1951 baute er in Tolkewitz die Bethlehemkirche. Das Studentenwohnheim an der Fritz-Löffler-Straße 16/18 wurde ebenfalls von Rauda gestaltet. 1964 wurde nach seinen Plänen eine umfassende Stadtkernsanierung in Gronau (Westfalen) durchgeführt.

## Schriften
1956 publizierte er das Standardwerk Raumprobleme im europäischen Städtebau, und 1957 folgte das Standardwerk Lebendige städtebauliche Raumbildung – Asymmetrie und Rhythmus in der deutschen Stadt.

## Bauten (Auswahl)
- 1954: Kirchgemeindehaus in Bischofswerda
- 1955: Bethlehemkirche in Dresden
- 1953–1955: Studentenwohnheim Fritz-Löffler-Straße 16 in Dresden
- 1953–1955: Studentenwohnheim Güntzstraße 28/28a in Dresden
- 1960–1971:
  - 1961–1963: Evangelisches Kirchenzentrum der St. Nathanaelgemeinde in Hannover-Bothfeld[2]
  - Martin-Luther-Kirche in Hameln
  - Evangelisches Kirchenzentrum in Emden
  - 1962–1964: Athanasiuskirche (Hannover)
  - 1963–1965: Evangelisches Studentengemeindezentrum in Göttingen
  - 1971: Friedenskirche mit Gemeindezentrum in Breloh